# Amrita Sher-Gil
Amrita Sher-Gil (panjabi: ਅੰਮ੍ਰਿਤਾ ਸ਼ੇਰਗਿਲ)  (Budapest, 30 de gener de 1913 - Lahore, 5 de desembre de 1941) va ser una pintora hongaresa-índia. És considerada una de les dones artistes d'avantguarda més importants de principis del segle XX i una pionera en l'art modern indi. Va obtenir el reconeixement per primera vegada als 19 anys, per la seva pintura a l'oli titulada Noies joves (1932). Sher-Gil va representar la vida quotidiana de la gent a les seves pintures. Coneguda com la Frida Kahlo de l'Índia, considerada com la pintora més important del segle xx d'aquest país, el llegat de la qual és comparat amb els mestres del Renaixement bengalí. Aquests reconeixements porten al fet que sigui considerada la més destacada pintora de l'Índia.
Sher- Gil, al llarg de la seva vida, va viatjar a diversos països incloent Turquia, França i l'Índia, derivant en gran manera dels estils precolonials de l'art indi i la seva cultura actual. També era una gran lectora i pianista. Les seves pintures són avui en dia de les més cotitzades entre les pintores índies, tot i que poques van reconèixer el seu treball quan estava viva.

## Biografia
Amrita Sher-Gil va néixer el 30 de gener de l'any 1913  a Budapest a Hongria, de pare punjabí sikh i estudiós en sànscrit i persa, i la mare Marie Antoniette Gottesmann, hongaresa jueva, cantant d'òpera procedent d'una família burgesa acomodada. Els seus pares es van conèixer per primera vegada el 1912, mentre Marie Antoinette estava de visita a Lahore.
La seva mare va anar a l'Índia com a companya de la princesa Bamba Sutherland, la neta de Maharaja Ranjit Singh. Sher-Gil era el més gran de dues filles; la seva germana petita era Indira Sundaram, nascuda el març de 1914, mare de l'artista contemporània Vivan Sundaram. Va passar la major part de la primera infància a Budapest.  Era la neboda de l'ideòleg Ervin Baktay. Baktay es va adonar del talent artístic de Sher-Gil durant la seva visita a Simla el 1926 i va ser un defensor de Sher-Gil que perseguia l'art.  va guiar criticant el seu treball i li va donar una base acadèmica per a créixer. Quan era una jove, pintava els servents de casa seva i els feia servir de models per ella. La memòria d'aquests models acabarien portant al seu retorn a l'Índia.
La seva família es va enfrontar a problemes financers a Hongria. El 1921, la seva família es va traslladar a Summer Hill, Simla, Índia, i Sher-Gil aviat va començar a aprendre piano i violí.  Als nou anys, juntament amb la seva germana petita Indira, estava donant concerts i actuant en obres de teatre al Shimla Gaiety Theatre de Mall Road, Shimla.  Tot i que ja pintava des dels cinc anys, va començar formalment a aprendre pintura als vuit anys. Sher-Gil va començar a obtenir lliçons formals en l'art pel major Whitmarsh, que després va ser substituït per Beven Pateman. A Shimla, Sher-Gil va viure un estil de vida relativament privilegiat. De petita, va ser expulsada de la seva escola conventual per haver-se declarat ateu.
El 1923, Marie va conèixer un escultor italià que vivia a Shimla en aquell moment. El 1924, quan va tornar a Itàlia, ella també es va traslladar allà juntament amb Amrita i la va matricular a Santa Annunziata, una escola d'art a Florència. Tot i que Amrita no va romandre gaire temps a aquesta escola i va tornar a l'Índia el 1924, va ser aquí on va exposar-se a obres de mestres italians.
Als setze anys, Sher-Gil va navegar a Europa amb la seva mare per formar-se com a pintora a París, primer a l' Académie de la Grande Chaumière sota Pierre Vaillent i Lucien Simon (on va conèixer Boris Taslitzky) i més tard a l' École des Beaux-Arts. (1930–34).  Es va inspirar en pintors europeus com Paul Cézanne i Paul Gauguin,  mentre treballava sota la influència del seu professor Lucien Simon i de la companyia d'artistes amics i amants com Tazlitsky. Mentre que a París es diu que havia pintat amb una condemna i una maduresa rarament vist en un jove de 16 anys.
El 1931, Sher-Gil es va comprometre breument amb Yusuf Ali Khan, però es van estendre els rumors que també tenia una relació amb el seu primer cosí i després el seu marit Victor Egan.  Les seves cartes revelen assumptes del mateix sexe.

## Carrera

### 1932–1936: Carrera inicial, estils europeus i occidentals
Les pintures primerenques de Sher-Gil mostren una influència important dels modes de pintura occidentals : més concretament, en l'estil del postimpressionisme, especialment es va practicar als cercles bohèmis de París a principis dels anys trenta. La seva pintura a l'oli de 1932, Young Girls, va suposar un gran avenç; l'obra va obtenir els seus premis, incloent-hi una medalla d'or i eleccions com a associada del Gran Saló de París el 1933. Va ser la membre més jove que va existir,  i l'única asiàtica que va rebre aquest reconeixement.  Els seus treballs durant aquest temps inclouen diversos autoretrats, així com la vida a París, estudis nus, bodegons estudiats i retrats d'amics i companys d'estudis. La National Gallery of Modern Art de Nova Delhi descriu els seus autoretrats que va fer a París com "[capturant] l'artista en els seus molts estats d'ànim - sombríssims, pensatius i alegres", tot revelant una línia de narcisisme en la seva personalitat. "
Quan es trobava a París, un dels seus professors deia sovint que, a jutjar per la riquesa del seu colorit, Sher-Gil no estava en el seu element a l'oest, i que la seva personalitat artística trobaria el seu veritable ambient a l'est.  El 1933, Sher-Gil "va començar a ser embruixat per un intens anhel de tornar a l'Índia […] sentint d'alguna manera estranya que existia el meu destí com a pintor". Sher-Gill va tornar a l'Índia a finals de 1934.  El maig de 1935, Sher-Gil va conèixer al periodista anglès Malcolm Muggeridge, després treballant com a redactor i escriptor principal per a The Calcutta Statesman.  Tant Muggeridge com Sher-Gil es van allotjar a la casa familiar de Summer Hill, Shimlai es va produir una curta i intensa relació durant la qual va pintar un retrat casual del seu nou amant, el quadre ara amb la National Gallery of Modern Art de Nova Delhi. El setembre del 1935, Amrita va veure Muggeridge marxar quan viatjava de tornada a Anglaterra per obtenir una nova feina.  Es va deixar viatjar el 1936 a instàncies d'un col·leccionista i crític d'art, Karl Khandalavala, que la va animar a seguir la seva passió per descobrir les seves arrels índies.  A l'Índia, va iniciar una recerca per a la redescoberta de les tradicions de l'art indi que continuava fins a la seva mort. Va quedar molt impressionat i influenciat per les escoles de pintura Mughal i Pahari i les pintures rupestres a Ajanta.

### 1937–1941: carrera posterior, influència de l'art indi
Més tard, el 1937, va recórrer l'Índia del Sud  i va produir la seva trilogia sud-índia de pintures Bride's toilet, Brahmacharis i South Indian Villagers Going to Market després de la seva visita a les Coves d'Ajanta, quan va fer un intent conscient de tornar a l'Índia clàssica. art. Aquests quadres revelen el seu passional sentiment de color i una empatia igualment passional pels seus subjectes indis, que sovint es mostren en la seva pobresa i desesperació.  Ara la transformació en la seva obra era completa i havia trobat la seva 'missió artística' que era, segons ella, expressar la vida dels indis a través del seu llenç. Mentre estava a Saraya, Sher-Gil escrivia així a un amic: "Només puc pintar a l'Índia. Europa pertany a Picasso, Matisse, Braque ... L'Índia només pertany a mi".  La seva estada a l'Índia marca el començament d'una nova etapa en el seu desenvolupament artístic, diferent de la fase europea dels anys d'entreguerres quan la seva obra va mostrar un compromís amb les obres de pintors hongaresos, especialment l'escola de pintura de Nagybanya.
Sher-Gil es va casar amb el seu cosí hongarès, el doctor Victor Egan, quan tenia 25 anys.  doctor Egan havia ajudat a Sher-Gil a obtenir avortaments en almenys dues ocasions abans del matrimoni.  Es va traslladar amb ell a l'Índia per allotjar-se a la casa de la seva família paterna a Saraya, Sardar nagar, Chauri Chaura a Gorakhpur, Uttar Pradesh. Així va començar la seva segona fase de pintura, que és igual al seu impacte en l'art indi com Rabindranath Tagore i Jamini Roy de l'escola d'art de Bengala. El "Grup de Calcuta" d'artistes, que va transformar l'escena artística índia, havia de començar només el 1943 i el " Grup d'artistes progressistes"", amb Francis Newton Souza, Ara, Bakre, Gade, MF Husain i SH Raza entre els seus fundadors, van continuar més endavant el 1948.  L'art d'Amrita va estar fortament influenciat per les pintures dels dos Tagores, Rabindranath i Abanindranath que van ser els pioners de l'escola de la pintura de Bengala. Els seus retrats de dones s'assemblen a obres de Rabindranath mentre que l'ús del clarobscur i els colors vius reflecteixen la influència d'Abanindranath.
Durant la seva estada a Saraya va pintar el Village Village, In the Ladies 'Enclos i Siesta, que retraten els ritmes de la vida a l'Índia rural. Siesta i In the Ladies 'Enclos reflecteixen la seva experimentació amb l'escola de pintura en miniatura mentre que Village Scene reflecteix influències de l'escola de pintura Pahari.  Tot i ser aclamat pels crítics d'art Karl Khandalavala a Bombai i Charles Fabri a Lahore com el pintor més gran del segle, les pintures d'Amrita van trobar pocs compradors. Va viatjar a través de l'Índia amb les seves pintures, però el Nawab Salar Jungd' Hiderabad els va retornar i el Maharajà de Mysore va triar les pintures de Ravi Varma sobre les seves.
Tot i que d'una família molt vinculada al Raj britànic, la mateixa Amrita era simpatitzant del Congrés. Va ser atreta pels pobres, angoixats i privats i les seves pintures de pobles i dones indígenes reflecteixen meditativament la seva condició. La filosofia i l'estil de vida de Gandhi també es va sentir atreta. Nehru estava encantada per la seva bellesa i el seu talent i quan va anar a Gorakhpur l'octubre de 1940, la va visitar a Saraya. Les seves pintures van ser considerades per a un ús en la propaganda del Congrés per a la reconstrucció del poble.  Tot i que, tot i ser amic amb Nehru Sher-Gil, mai va dibuixar el seu retrat, suposadament perquè l'artista pensava que tenia un aspecte "massa bo". Nehru va assistir a la seva exposició celebrada a Nova Delhi el febrer de 1937.  Sher-Gil va intercanviar cartes amb Nehru durant un temps, però les seves cartes van ser cremades pels seus pares quan es casava a Budapest.
El setembre del 1941, Víctor i Amrita es van traslladar a Lahore, després a l'Índia indivisa i a un important centre cultural i artístic. Vivia i pintà a 23 mansions Ganga Ram, The Mall, Lahore, on es trobava el seu estudi a la planta superior de la casa que vivia. Amrita era coneguda pels seus nombrosos assumptes tant amb homes com amb dones  i moltes d'aquestes últimes també va pintar. La seva obra Two Women està pensada com una pintura d'ella mateixa i de la seva amant Marie Louise.  Algunes de les seves obres posteriors inclouen Tahití (1937), Red Brick House (1938), Hill Scene (1938) i The Bride(1940) entre d'altres. El seu últim treball va ser inacabat per ella just abans de morir el desembre de 1941.
El 1941, als 28 anys, pocs dies abans de l'estrena del seu primer gran espectacle solista a Lahore, es va emmalaltir greument i va caure en coma.  Més tard va morir cap a la mitjanit del 5 de desembre de 1941 deixant enrere un gran volum de treball. La raó de la seva mort mai no s'ha constatat. S'ha suggerit un avortament fallit i una posterior peritonitis com a possibles causes de la seva mort.  La seva mare va acusar el seu metge marit Víctor d'haver-la assassinat. L'endemà de la seva mort, Gran Bretanya va declarar la guerra a Hongria i Víctor va ser enviat a la presó com a enemic nacional. Amrita va ser cremada el 7 de desembre de 1941 a Lahore.

## Llegat
L'art de Sher-Gil ha influït a generacions d'artistes indis des de Sayed Haider Raza fins a Arpita Singh i la seva representació de la situació de les dones ha convertit el seu art en un signe per a dones en general tant a l'Índia com a l'estranger.  El Govern de l'Índia ha declarat les seves obres com Tresors Nacionals d'Art,  i la majoria estan ubicades a la Galeria Nacional d'Art Modern de Nova Delhi . Algunes de les seves pintures també pengen al Museu Lahore.  Un segell que representa la seva pintura "Hill Women" va ser llançat el 1978 per India Posti l'Amrita Shergil Marg és una carretera a Lutyens 'Delhi que porta el seu nom. Amrita va poder demostrar a les societats occidentals que els indis en els quals podien fer belles arts. La seva obra es considera tan important per a la cultura índia que, quan es ven a l'Índia, el govern indi ha estipulat que l'art ha de romandre al país. menys de deu de les seves obres han estat venudes a tot el món. El 2006, la seva pintura escena de la vila va vendre per ₹ 6,9 milions de rupies en una subhasta a Nova Delhi, que era en aquest moment la quantitat més alta mai pagat per una pintura a l'Índia.
El centre cultural indi de Budapest rep el nom de Centre Cultural Amrita Sher-Gil. Els artistes contemporanis de l'Índia han recreat i reinterpretat les seves obres.
A més de ser una inspiració per a molts artistes indis contemporanis, el 1993 també es va convertir en la inspiració de la peça urdua Tumhari Amrita.
La UNESCO va anunciar el 2013, el centenari del naixement de Sher-Gil, que serà l'any internacional d'Amrita Sher-Gil.
L'obra de Sher-Gil és un tema clau de la novel·la índia contemporània Faking It d'Amrita Chowdhury.
Aurora Zogoiby, un personatge de la novel·la de 1995 de Salman Rushdie The Moor's Last Sigh, estava inspirat en Sher-Gil.
Sher-Gil de vegades era coneguda com la Frida Kahlo de l'Índia a causa de la forma "revolucionària" de barrejar formes artístiques occidentals i tradicionals.
El 2018, The New York Times va publicar un obituari retardat per a ella.
El 2018, en una subhasta de Sotheby's a Mumbai, es va subhastar la pintura d'Amita Shergil "The Little Girl in Blue" per un rècord de 18,69 crores. Aquesta pintura és un retrat de la cosina Babit, resident a Shimla, i va ser pintat el 1934 quan la model només tenia 8 anys.

## Obres

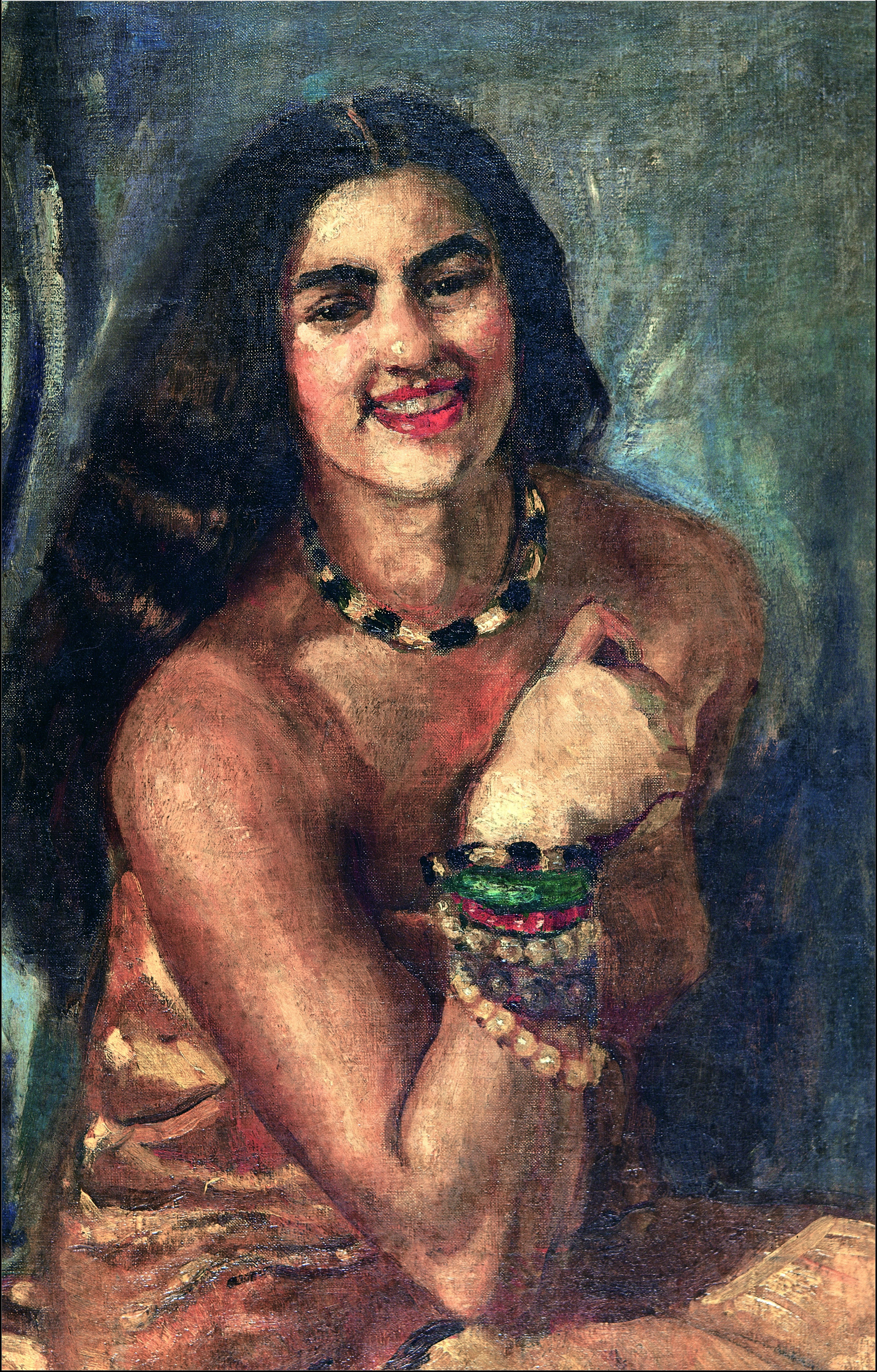
Autoretrat, 1930
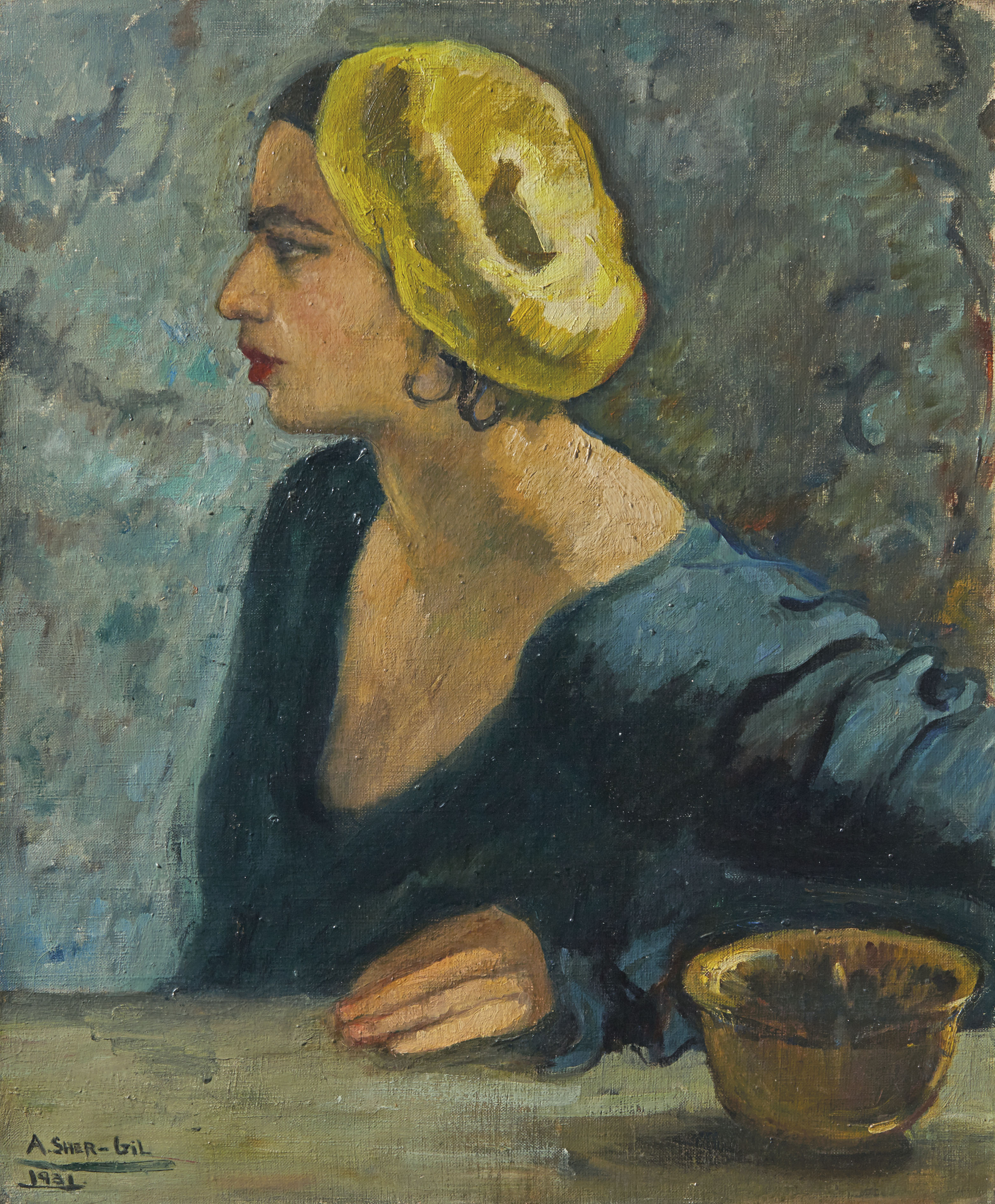
Autoretrat (sense títol), 1931
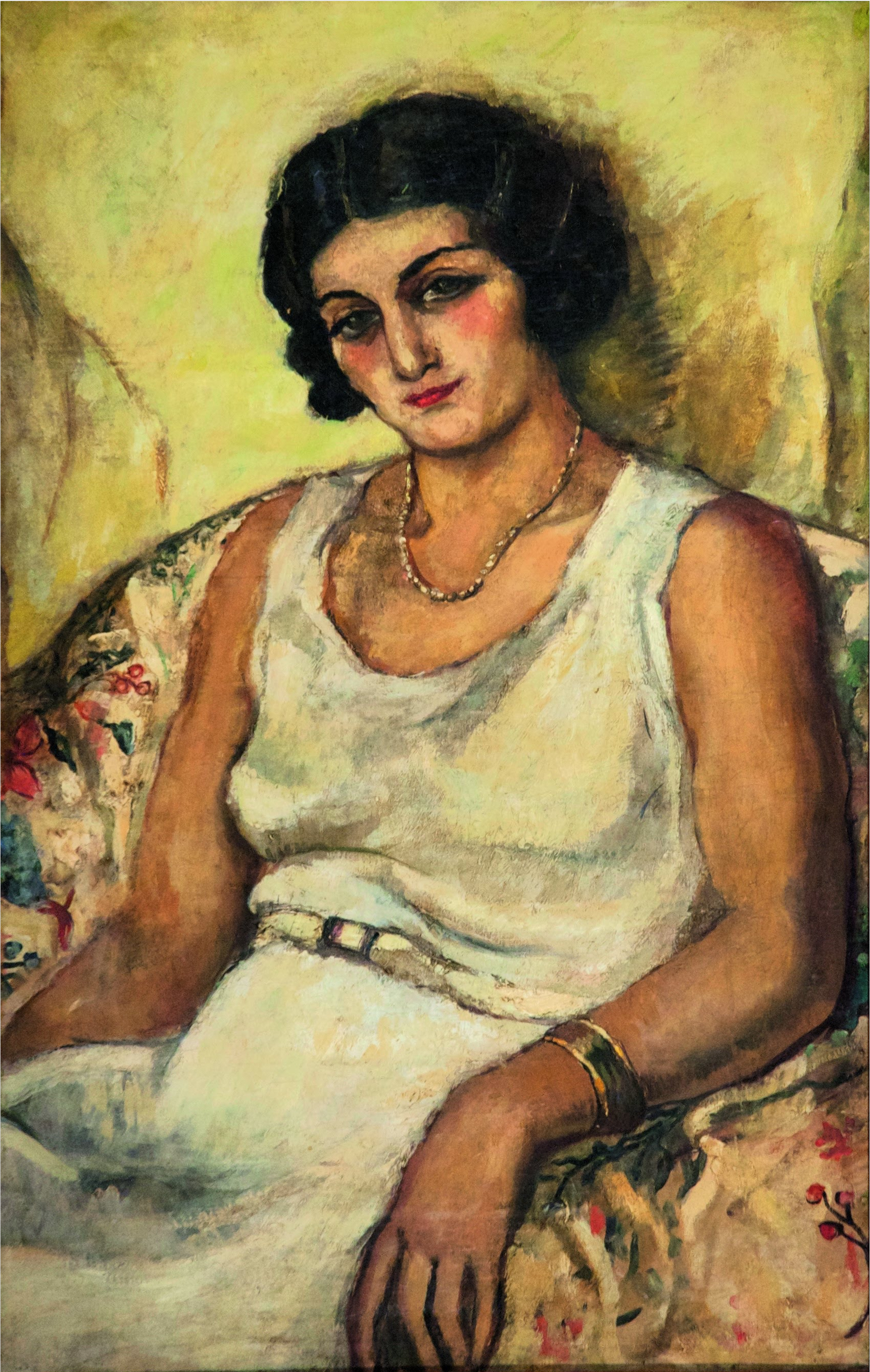
Klarra Szepessy, 1932
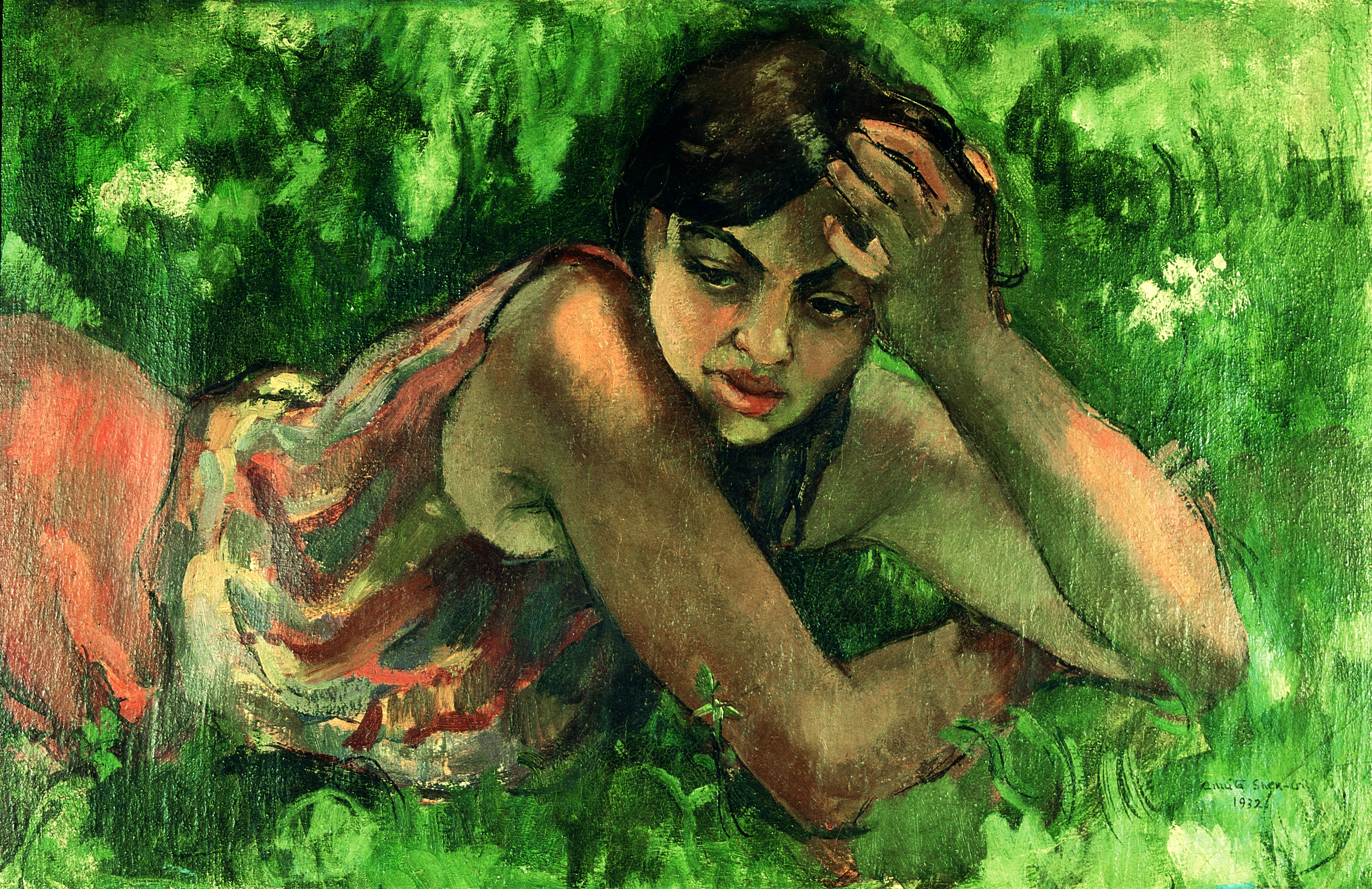
Gitana hongaresa, 1932
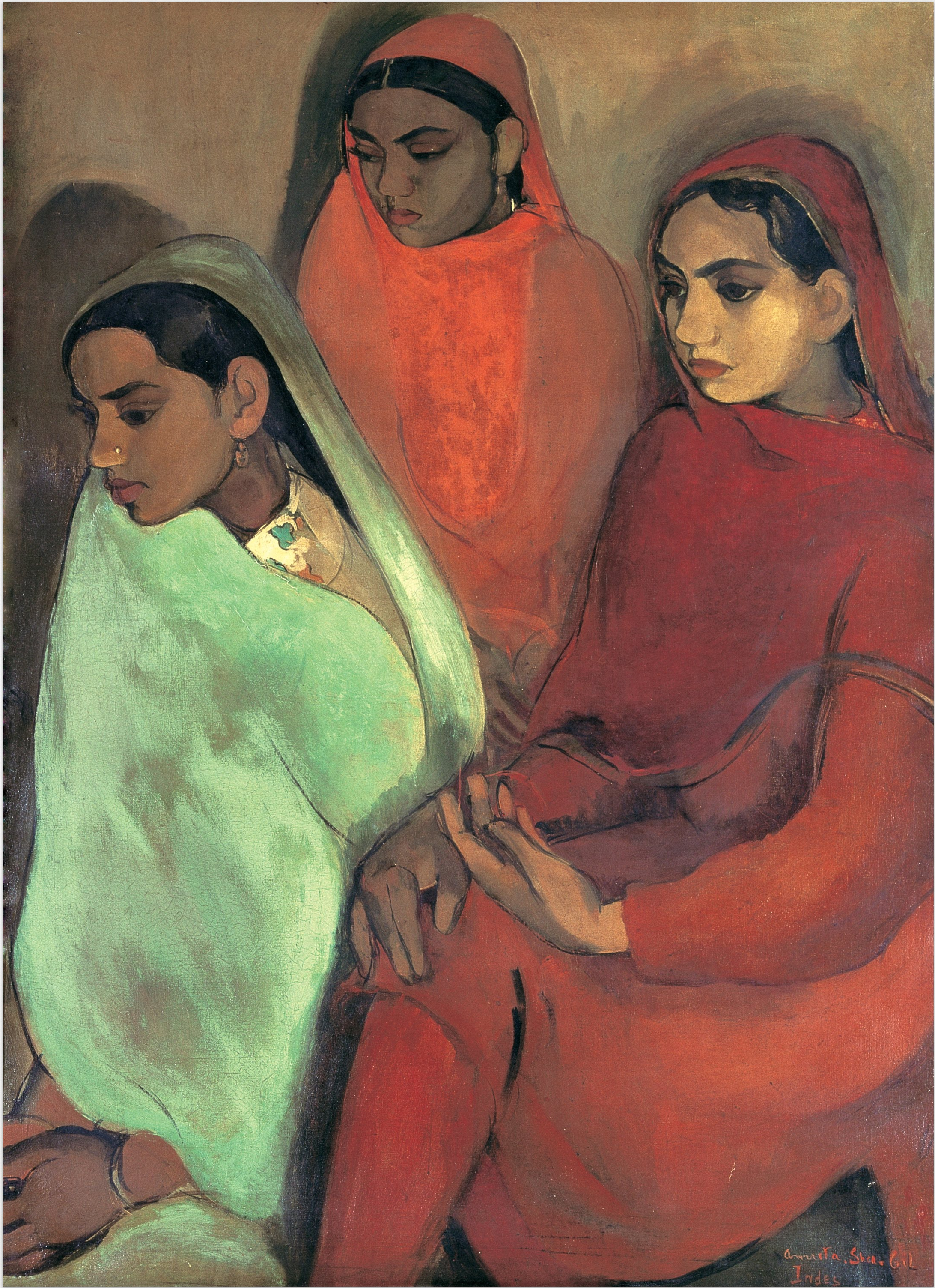
Grup de tres noies, 1935
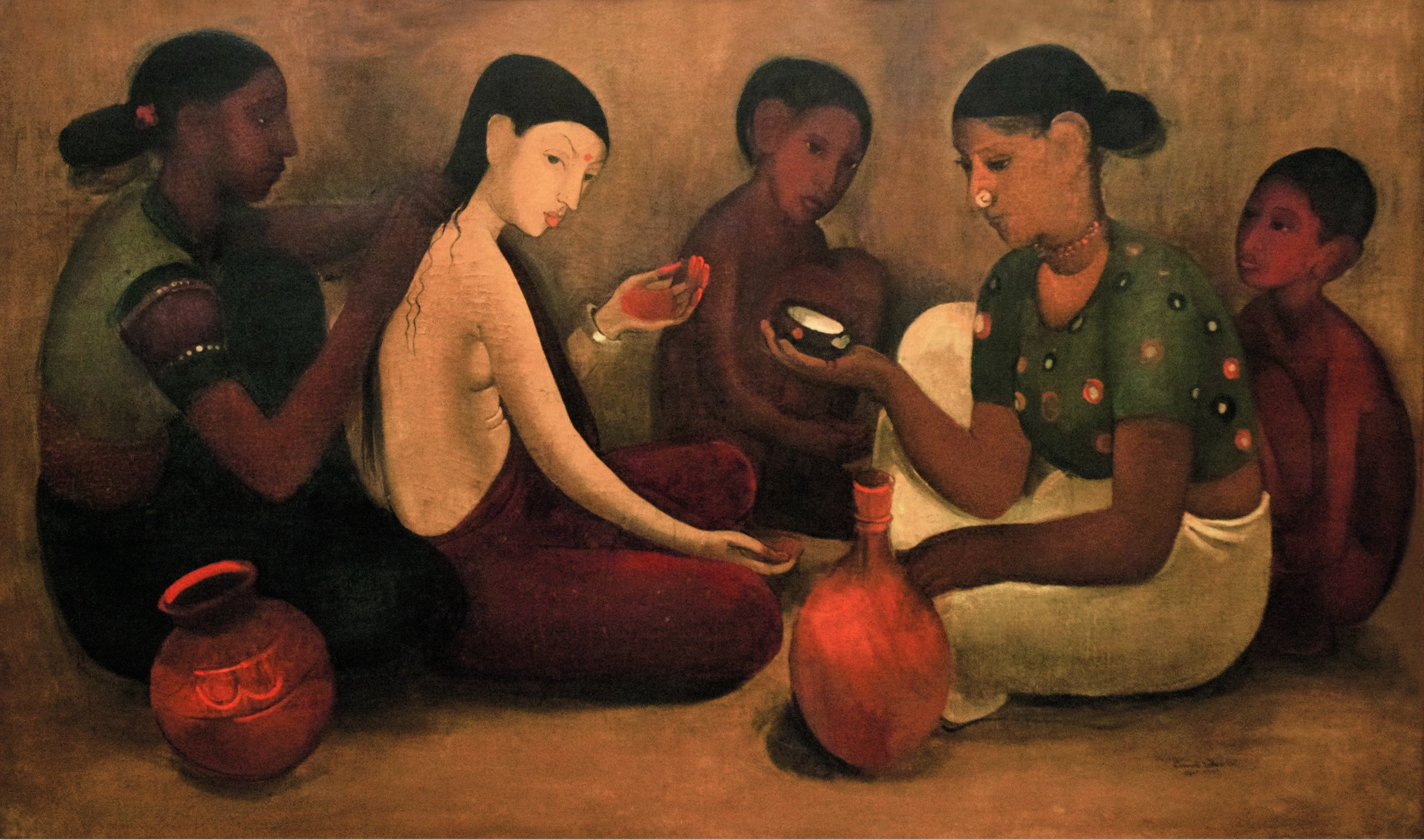
Bride's Wash Room, 1937